# Кринички (Березівський район)
Кринички́ — село Розквітівської сільської громади у Березівському районі Одеської області в Україні. Населення становить 165 осіб.

## Населення
Згідно з переписом 1989 року населення села становило 169 осіб, з яких 71 чоловік та 98 жінок.
За переписом населення 2001 року в селі мешкало 165 осіб.

### Мова
Розподіл населення за рідною мовою за даними перепису 2001 року:
| Мова       | Відсоток |
| ---------- | -------- |
| українська | 93,94 %  |
| російська  | 4,24 %   |
| гагаузька  | 1,82 %   |